# Lobo (äpple)

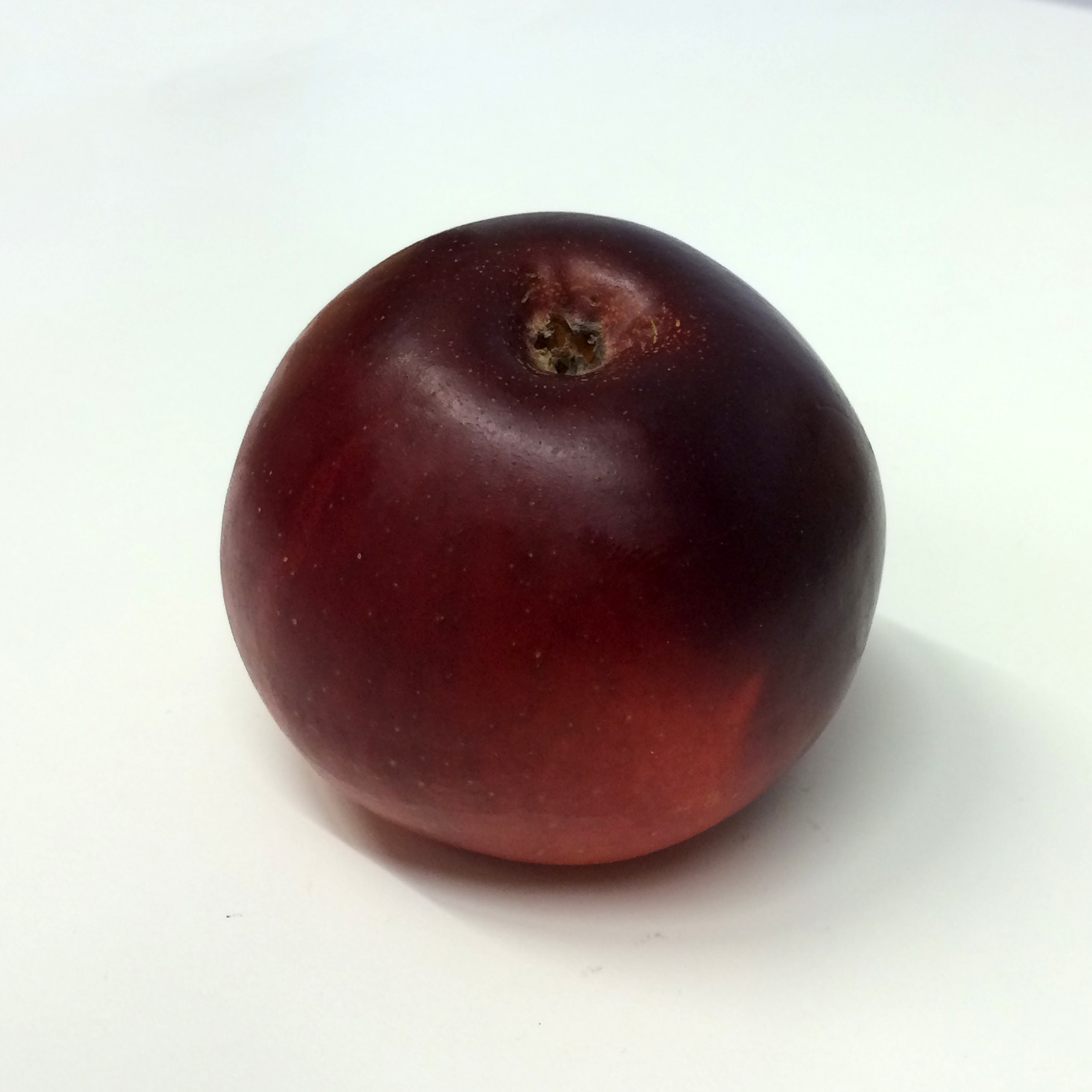
Ett äpple av sorten Lobo, fotograferat i samband med Nordiska museets äppelfestival i september 2014.

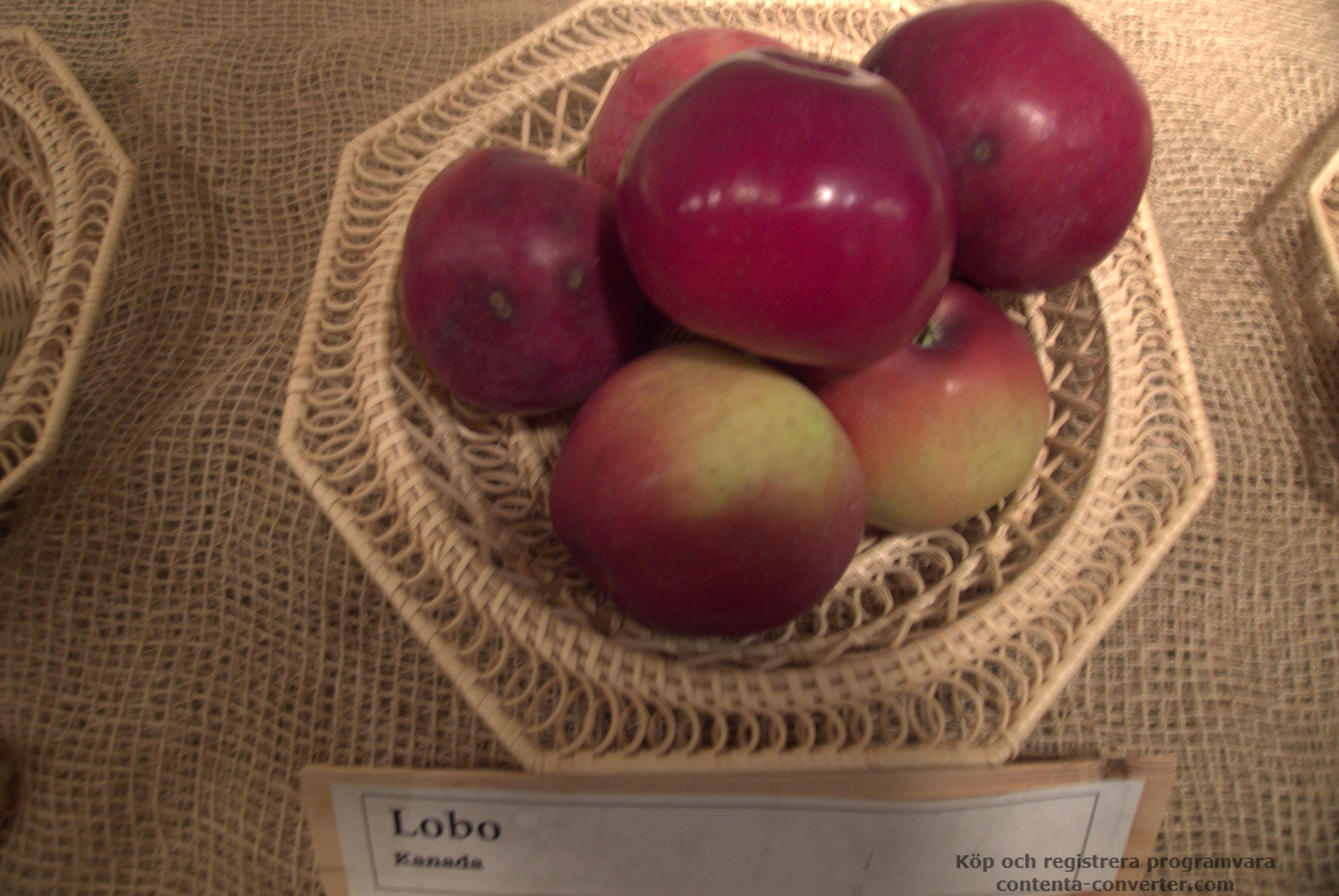
Lobo.

Lobo är en äppelsort som har sitt ursprung i Kanada. Blomningen på detta äpple är medeltidig, och äpplet pollineras av bland andra Alice, Aroma, Discovery, Cox Orange, Filippa, Gloster, Ingrid Marie, James Grieve, Katja, Mio, Summerred och Wealthy. Lobo plockas i början av oktober och håller till början av december.
Lobo började spridas i Sverige år 1950 av Alnarps Trädgårdar. År 1976 utgjorde Lobo 8% av alla äppleträd i Svenska Yrkesodlingar.

## Utseende
Äpplet är "plattrunt", ganska stort och skalet är ofta helt och hållet rött. Stjälken är kraftig och bär röda små "kulor". Stjälkens utseende är karaktäristiskt för Lobo.

## Smak och doft
Köttet på äpplet är sött med en svag arom, när äpplet är som bäst utvecklat kan man känna en söt jordgubbssmak, och känna doften av karamell. Äpplet passar bäst som ätäpple.

## Övrigt
Lobo kan tålas av många äppelallergiker.
I Sverige odlas Lobo gynnsammast i zon I–V.
En sjukdom äpplet kan drabbas av är skorv.
Trädet drabbas ofta av frukträdskräfta.[källa behövs]